# Armadillidiidae
Ne doit pas être confondu avec Armadillidae.
Famille
Classification phylogénétique
- Mandibulates
  - Myriapodes
  - Pancrustacés
    - Rémipèdes
    - Céphalocarides
    - Maxillopodes
    - Branchiopodes
    - Malacostracés
      - Eumalacostracés
        - Peracarides
          - Isopodes
            - Asellota
            - Calabozoidea
            - Cymothoida
            - Limnoriidea
            - Oniscidea
              - Armadillidiidae

            - Phoratopidea
            - Phreatoicidea
            - Sphaeromatidea
            - Tainisopidea
            - Valvifera

    - Hexapodes

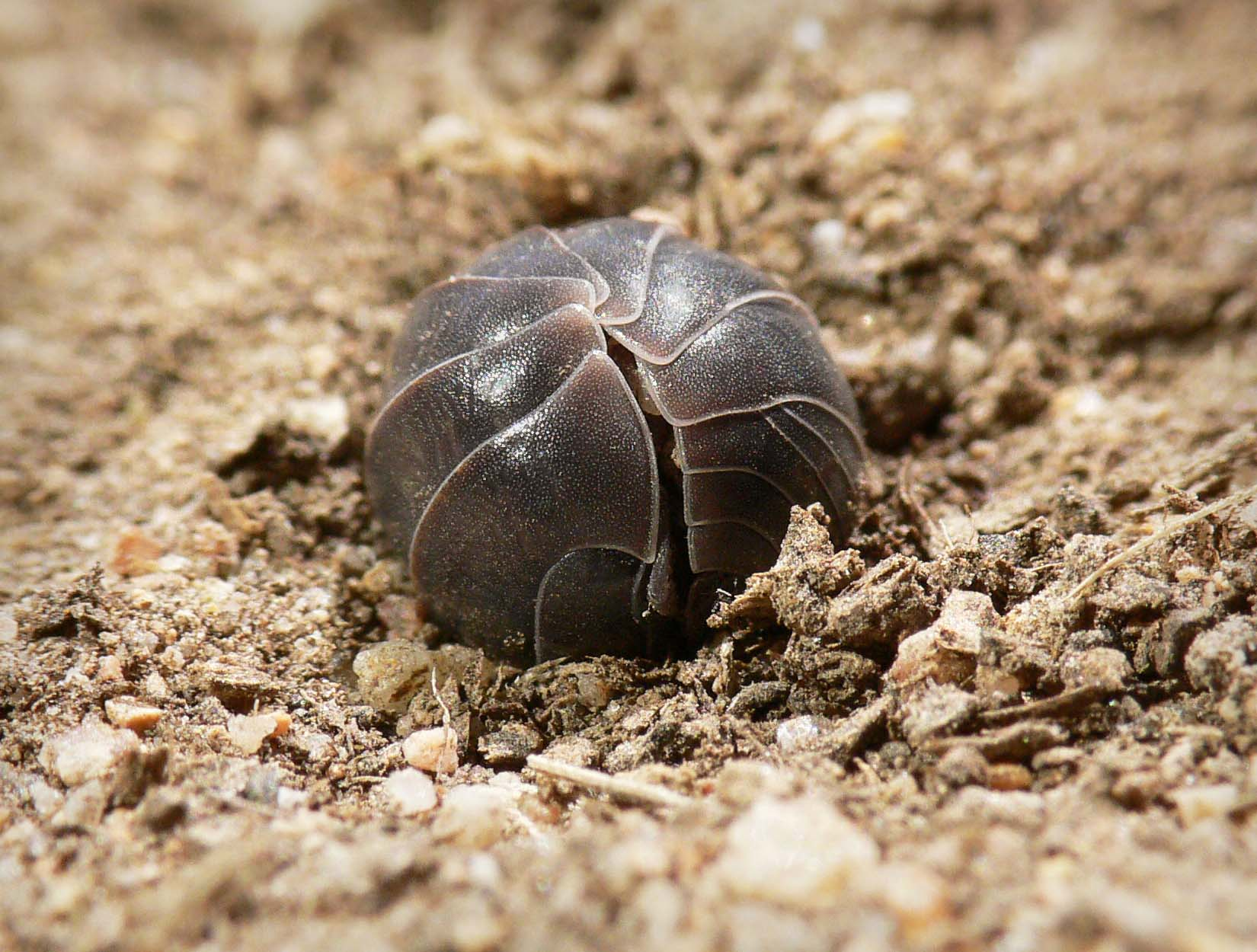
Armadillidium vulgare en position défensive

Les Armadillidiidae constituent une famille de cloportes et sont donc des crustacés terrestres de l'ordre des Isopodes. Contrairement aux membres des autres familles de cloportes, les Armadillidiidae sont capables de se rouler en boule, une particularité partagée avec d'autres animaux comme les ressemblants mais non apparentés gloméris (mille-pattes). L'espèce la plus connue de cette famille est Armadillidium vulgare, le cloporte commun.

## Écologie et comportement
Les cloportes de cette famille sont capables de former une boule avec leur corps, processus connu sous le nom de volvation. Ce comportement est partagé aussi par les gloméris (qui sont souvent confondus avec les cloportes), les tatous et les guêpes coucous. Ce comportement peut être induit par des stimuli tels que des vibrations ou des pressions et constitue une défense majeure contre la prédation. Il réduit aussi les pertes d'eau par transpiration.

## Perception par la population
En raison de leur aspect insolite et non menaçant, certains types d'Armadillidiidae (principalement Armadillidium vulgare) sont gardés comme animaux de compagnie dans certaines régions telles que le sud des États-Unis, généralement par des enfants. Chez les adultes, ils sont souvent considérés comme des nuisibles (pourtant sans danger) au sein des habitations. Garder un cloporte en tant qu'animal de compagnie demande de posséder un récipient humide et peu lumineux. Ils peuvent vivre aux alentours de trois ans.
Les possesseurs de tarentules gardent parfois des cloportes comme compagnons de ces dernières au sein du même habitat. Ils sont aussi parfois utilisés pour nourrir des iguanes ou autres lézards même si cette pratique n'est pas recommandée puisque les cloportes pourraient les rendre malades.
Des personnages de cloportes nommés Tuck et Roll apparaissent dans le film d'animation de Pixar 1 001 Pattes.

## Classification
La famille des Armadillidiidae est différenciée des autres familles de cloportes par la segmentation des flagelles antennaires, par la forme des uropodes et par leur capacité de volvation.
Au sein de la famille des Armadillidiidae, quatorze genres sont actuellement reconnus :
- Alloschizidium
- Armadillidium
- Ballodillium
- Cristarmadillidium
- Cyphodillidium
- Echinarmadillidium
- Eleoniscus
- Eluma
- Paxodillidium
- Platanosphaera
- Schizidium
- Trichodillidium
- Troglarmadillidium
- Typhlarmadillidium